# Юсуфян, Погос
Погос-Бей Юсуфян (Юсефян) (арм. Պողոս Յուսուֆյան, 1768, Смирна, Османская империя — 1844, Османский Египет) — государственный деятель Египта армянского происхождения.

## Биография
Родился в семье армянских купцов, которые перебрались в Смирну из города Кайсери (Кесария). С юности Погос занимался торговлей, уже в молодости благодаря знанию иностранных языков стал помощником британского консула в Смирне, представлял интересы нескольких торговых компаний из Египта.
В 1790-х годах стал управляющим таможней египетского портового города Розетта (ныне Рашид), после чего был назначен секретарем правителя Египта Мухаммеда Али. В 1824 году Мухаммед Али назначил его министром торговли и иностранных дел Египта (эта должность была введена впервые). Юсуфян стал также первым христианином в Египте, который был удостоен звания «бей». Он отвечал за налаживание дипломатических и торговых связей Египта с европейскими странами. Мухаммед Али так ему доверял, что заранее подписывал чистые листы, на которых затем Юсуфян составлял документы от его имени. Он мог получать любые суммы из казны на свои нужды. Должность министра Юсуфян занимал до своей смерти в 1844 году.